# Рагнарок
Ра́гнарок, також Ра́гнарек (Ragnarok, Ragnarøkkr, Ragnarøk, давньосканд. вимова [ˈrɑɣnɑˌrɒk] — «доля богів») — у скандинавській міфології — битва наприкінці світу, яка розпочнеться, коли Геймдалль (бог, який охороняє міст Біфрест, єдиний вхід до Асгарду, що також поєднує його з підземним світом) затрубить у свій ріг. Ця битва завершить пророцтво, що визначає долю скандинавських богів: в останній битві боги зійдуться з силами зла, своїми одвічними ворогами: чудовиськами та гігантами (йотунами), а також люди проти людей та мерців.
Унікальною особливістю Рагнарока як кінця світу є те, що пророцтво вже відоме богам, вони знають коли воно сповниться, хто загине й від чиєї руки тощо. Вони навіть усвідомлюють те, що вони безсилі уникнути Рагнароку. Але вони хоробро й покірно готові зустріти свою долю — при цьому якщо вони спробують знищити призвідників кінця світу чи ще якось йому запобігти, то він настане значно швидше і передбачити наслідки вже буде не під силу навіть богам.

## Попередні події
1. Народження трьох найзліших та наймогутніших істот — дітей Локі та велетунки Ангрбоди: морського змія Йормунганда, вовка Фенріра та богині підземного світу Гель; їх ув'язнення богами.
2. Смерть Бальдра та ув'язнення Локі.

## Ознаки наближення
Перед Рагнароком перестане наставати весна, на три роки запанує Велика Зима. Сніг падатиме безперестанку, імла закриє сонце і місяць, від чого природа поступово загине. Перший рік триватиме негода, на другий люди через голод стануть помирати і воювати за залишки їжі, а на третій земля виявиться заваленою трупами убитих. Цими трупами насититься вовк Манагарм (альтернативна назва вовка Гаті), зміцніє та приєднається до вовків Сколля та його брата Гаті в переслідуванні богині сонця Соль і бога місяця Мані. Зрештою вони уб'ють божеств небесних світил, через що землю вкриє темрява.
Стануться жахливі землетруси, такі, що дерева будуть вирваними з корінням, гори впадуть на землю, всі окови буде скинуто, внаслідок чого звільниться бог Локі та його син, вовк Фенрір. Цей жахливий вовк роззявить свою пащу від землі до неба, вогонь буятиме у його очах, а з його ніздрів валуватиме полум'я.
Червоний півень Ф'ялар своїм криком пробудить гігантів, золотий півень Гуллінкамбі — богів, третій, багряний півень, підніме мертвих у Гельгеймі. Змій Йормунганд, який оперізує світ в океані, виповзе з води, створивши величезні хвилі, котрі затоплять землю. З кожним своїм подихом змій випльовуватиме отруту на небо та землю. Хвилі підхоплять корабель мерців Нагльфар і корабель володарки підземного світу Гель. На Нагльфарі з Йотунгейму попливе армія йотунів на чолі із Гюміром. Вона прямуватиме до поля Вігрід, що стане місцем останньої битви.
З півночі до Вігріду припливе Локі зі своєю армією мертвих, щоб очолити армію зла. З півдня, із Муспельсгейму, туди ж прибуде армія вогняних гігантів на чолі із Суртом. Вони ступлять на веселковий міст Біфрест аби пробратися в житло богів Асгард і спалити його. Однак міст обвалиться під ними і Асгард поки вціліє. Аси і вани разом з валькіріями та найкращими воїнами людей ейнгеріями зберуться у єдину армію і вирушать на битву із силами зла рікою Тунд. Гарм, пекельний гончак, доти провиє двічі, а з третім разом зірветься з ланцюга й побіжить до Вігріду. Це стане ознакою початку останньої битви між силами добра і зла. Від усіх цих лих світове дерево Іггдрасілль похитнеться і небо розколеться.
Армія зла врешті збереться з мерців Гельгейму, йотунів Йотунгейму, вершників Муспельсгейму, вовка Фенріра, пса Гарма і змія Йормуганда. Ця армія буде така величезна, що заповнить поле шириною та довжиною 120 ліг. Геймдалль буде першим, хто побачить прихід ворожої армії, та затрубить у свій ріг Г'ялларгорн, його звук буде чутним у дев'яти світах. Боги зберуться на раду, після чого Одін осідлає Слейпніра та помчить до джерела Міміра, щоб порадитись щодо подальших дій богів та людей. Всі боги та людські герої одягнуть свої бойові обладунки та рушать із Одіном на чолі, озброєним списом Гунгніром, до Вігріду.

## Остаточна битва

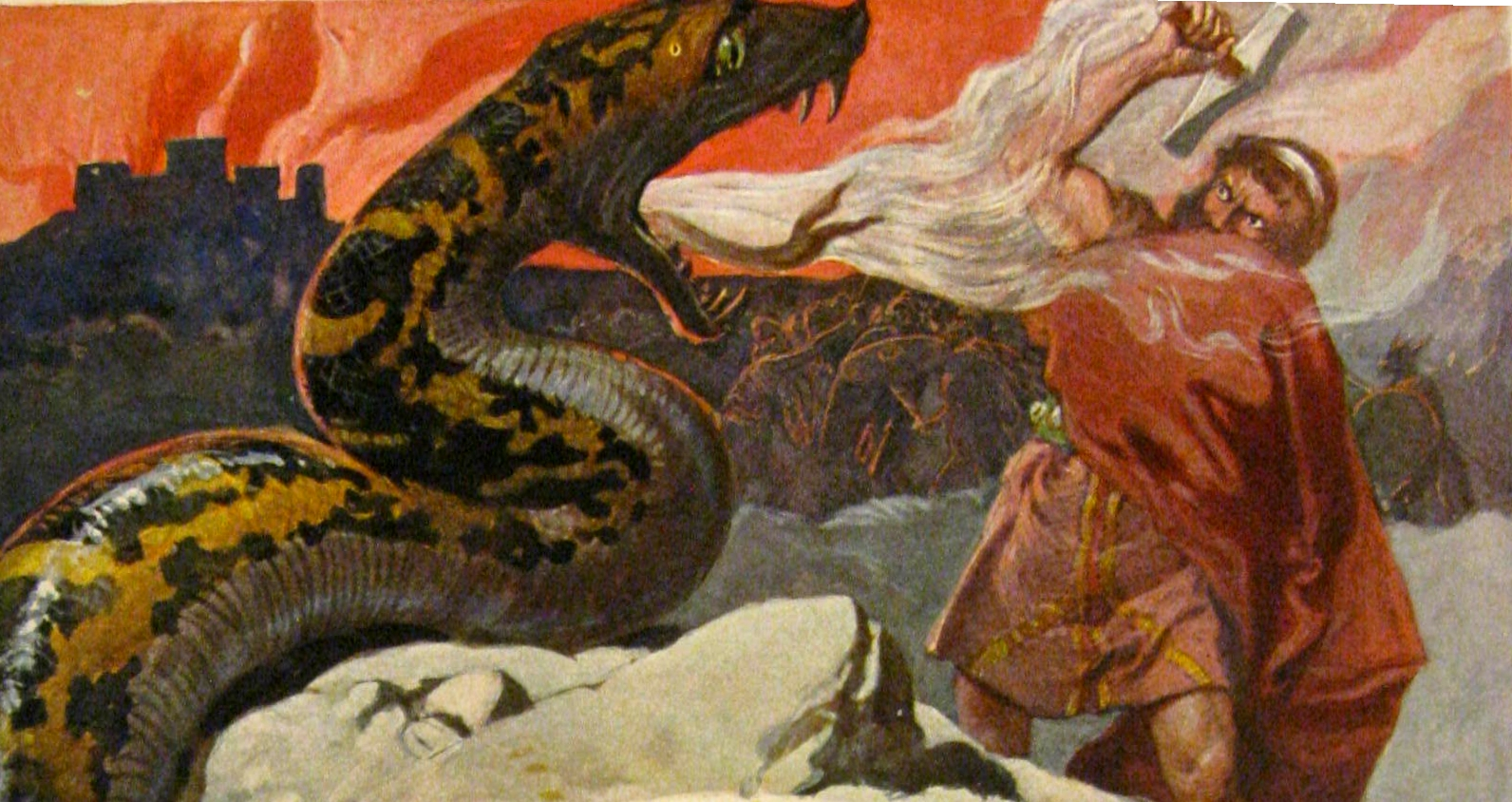
Тор в останній битві з Йормугандом

Одін рушить відразу на Фенріра, Тор, що буде в битві поруч з Одіном, не зможе йому допомогти, бо того атакуватиме Йормунганд. Фрейр битиметься із Суртом та буде першим із богів, хто загине, оскільки він віддав свій меч своєму васалові Скірніру. Тюр вб'є Гарма, але сам буде смертельно поранений. Геймдалль зіткнеться із Локі, та обидва загинуть. Тор уб'є Йормуганда своїм молотом Мйольніром, але сам загине від отрути змія. Одін сміливо битиметься із Фенріром, але вовк після довгого бою з'їсть його. Щоб помститися за смерть свого батька, Відар безстрашно нападе на Фенріра та притисне його нижню щелепу до землі, кров хлине з Вовка. На його нозі буде чобіт, котрий він робив із початку часу зі шкіри, яку чоловіки зрізають із задників та підошви свого взуття. Однією рукою він схопить верхню щелепу Вовка та роздере того надвоє. Велетні загинуть, проте меч їхнього воєначальника Сурта впаде на Іггдрасиль, зрубавши його. Підтримуване ним небо впаде на землю, як наслідок вона порине у води, що поховають під собою все.

## Наслідки

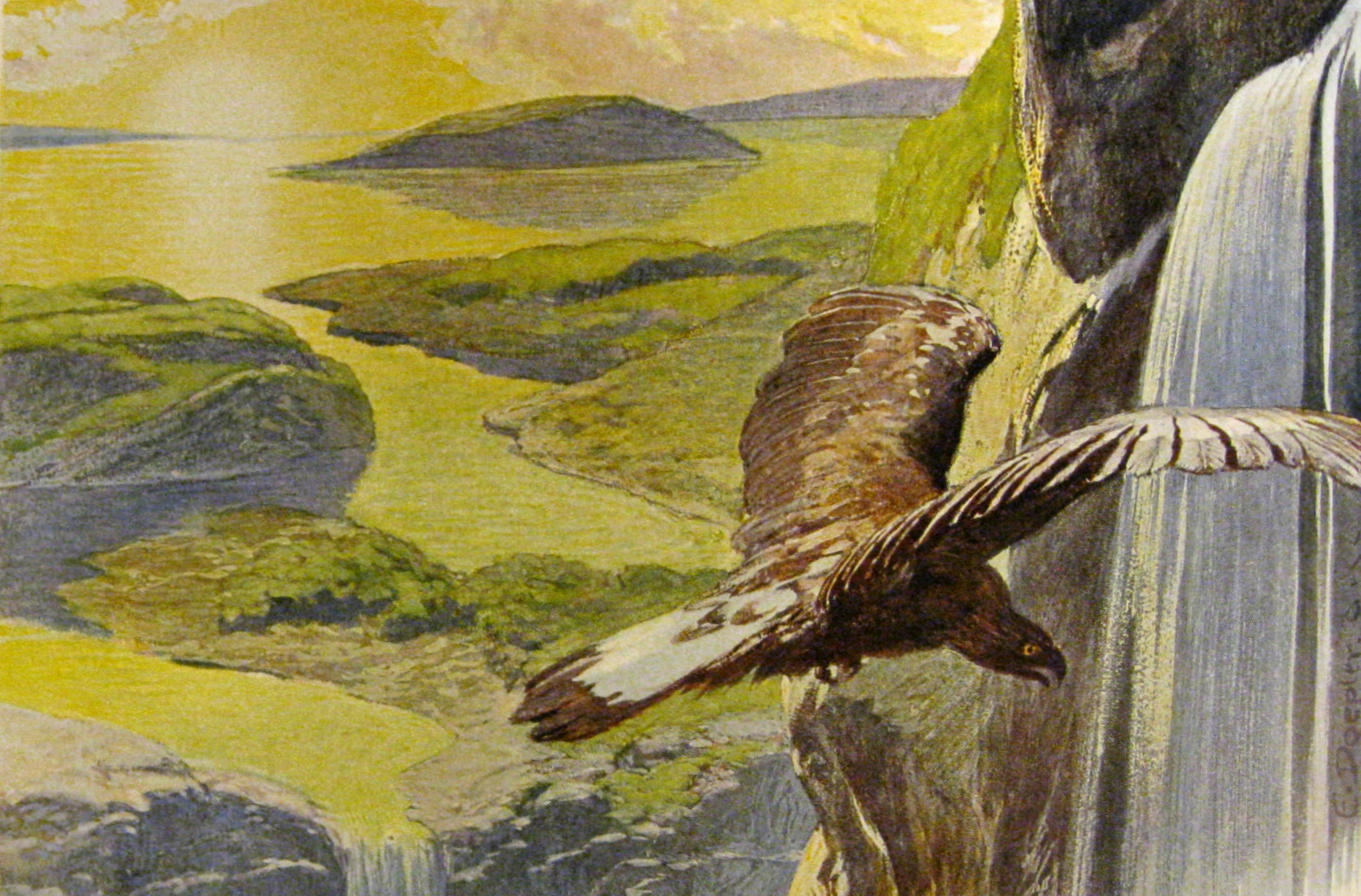
Новий світ. Картина Еміля Доплера (1905)

Після всесвітнього знищення мине якийсь час і нова земля вирине із моря, зелена та родюча. Несіяні злаки будуть рости на полях. Луг Ідаволль, що в Асгарді, уникне загального знищення. Сонце з'явиться знову, оскільки богиня Соль до того, як її проковтнув Сколль, народить дочку, настільки ж прекрасну, як вона сама. Її дочка подорожуватиме в небі тією ж дорогою, що й її матір. Оскільки сонце виявиться єдиним світилом, в новому світі ніколи не настане ніч.
Деякі боги уникнуть знищення: брат Одіна Вілі, його сини Відар та Валі, сини Тора Моді та Магні, що успадкують магічний молот Мьйольнір, та Генір, що пророкуватиме майбутнє. Зустрівшись на лузі Ідаволль, боги сядуть разом та обговорюватимуть свої таємні знання, говоритимуть про безліч речей, що сталися. Серед високої трави Ідаволлю вони знайдуть золоті таблички, які належали минулим богам. З них стане відомо про небеса над Асгардом. Згідно «Старшої Едди», це друге небо на південь та вище від Асгарду, що називається Андланг, та третє небо, Відблейн, вище їх обох. Ці небеса вціліють від вогню, що ним Сурт заллє світ. Бальдр та його брат Гед, котрі померли ще до Рагнароку, вийдуть із світу мертвих та житимуть в колишньому палаці Одіна, Валгаллі, на небесах. Жодна із богинь не згадується серед вцілілих після Рагнароку, але є припущення, що Фрея та Фрігг виживуть.
Двоє людей також переживуть знищення світу, вони заховаються серед гілля Іггдрасилю і просплять знищення та відновлення світу. Зватимуться вони Лів та Лівтрасір. Вийшовши зі свого сховку, вони споживатимуть ранкову росу та населять землю. Вони молитимуться новим богам, із Бальдром на чолі. Згідно із обома «Еддами», після Рагнароку найкращим місцем у світі буде Гімлі, вкритий золотом палац на небі, осяйніший за сонце. Боги житимуть тут в мирі між собою. Душі героїв житимуть та бенкетуватимуть в палацах Бріміра, розташованому в Окольнірі, та Сіндрі, в Нідафйолі («темних горах»).
У підземному світі душі злочинців, що не дотримались присяги, вбивць та бабіїв довічно житимуть в палаці Настренд: жоден промінь сонця його не сягатиме, всі його двері дивитимуться на північ, його стіни та покрівлю сплетено зі змій, головами досередини, що випльовують стільки отрути, що душі злочинців змушені бродити в її ріках. А в найжахливішому місці з усіх, Гвергельмірі, Нідгегг, що також переживе Рагнарок, пожиратиме тіла та душі найгірших злочинців. Але це буде її обов'язок, а не наслідок злої сутності. Таким чином у новому світі не буде несправедливості, а боги і достойні люди житимуть разом в мирі та злагоді.